# Focus plays Focus
Focus plays Focus is het debuutalbum van de Nederlandse rockband Focus.

## Ontstaan en productie
Focus begon in 1969 als het "Thijs van Leer Trio". Zij speelden zonder gitarist. Van Leer vroeg Jan Akkerman of hij zin had om in Focus te komen spelen. Akkerman zat toen in Brainbox, maar had het daar niet naar zijn zin. Akkerman wees het verzoek van Van Leer in eerste instantie af. De toenmalige werkgever van Van Leer, Ramses Shaffy, haalde Akkerman ten slotte over een keertje te komen spelen. De manager van Brainbox hoorde daarvan en zette Akkerman uit de band, zonder de leider Kaz Lux daarvan op te hoogte te stellen. Akkerman was toen vrij om toe te treden tot Focus. Op voorspraak van Martijn Dresden werd Hubert Terheggen, van origine muziekuitgever, de leidende figuur van de band. Onder zijn leiding mocht Focus de Sound-Techniques geluidsstudio in Londen in om een lp op te nemen. Terheggen hield de planning strikt in de gaten. Toen de opnamen achter de rug waren belandden die echter op de plank.
Pas na acht maanden verscheen het album. De hoes bleek een tikfout te bevatten, waarop de resterende voorraad werd teruggenomen. Het album werd opnieuw uitgebracht onder de titel In and out of Focus. Ondertussen had Akkerman het nummer House of the king geschreven, dat aan de nieuwe versie werd toegevoegd.

## Musici
- Thijs van Leer — orgel, elektrische piano, harp, vibrafoon
- Jan Akkerman — gitaar, akoestische gitaar
- Martijn Dresden — basgitaar
- Hans Cleuver — drums, percussie

## Tracklist
| Nr. | Titel                                                 | Duur |
| --- | ----------------------------------------------------- | ---- |
| 1.  | Focus (vocal) (T. van Leer)                           | 2:43 |
| 2.  | Why dream (E. Cleuver, T. van Leer)                   | 3:54 |
| 3.  | Happy nightmare (M. Dresden, Mike Hayes, T. van Leer) | 3:59 |
| 4.  | Anonymus (J. Akkerman, M. Dresden, T. van Leer)       | 6:43 |

| Nr. | Titel                                            | Duur |
| --- | ------------------------------------------------ | ---- |
| 1.  | Black beauty (E. Cleuver, T. van Leer)           | 3:09 |
| 2.  | Sugar island (J. Staal, M. Dresden, T. van Leer) | 3:05 |
| 3.  | Focus (instrumental) (E. Cleuver, T. van Leer)   | 9:39 |

## Bron
Het thema van het nummer Anonymus lijkt afkomstig te zijn uit een werk van William Byrd of een andere Engelse Renaissance-componist.